# Юль, Дагни
Дагни Юль, собственно Юлль, в замужестве Пшибышевская (норв. Dagny Juel, Juell, Przybyszewska; 8 июня 1867, Конгсвингер — 5 июня 1901, Тифлис) — норвежская писательница, пианистка, переводчица

, муза художников и писателей прекрасной эпохи.

## Биография
Дочь врача, по материнской линии — племянница норвежского политика, будущего троекратного премьер-министра страны Отто Блера.
Закончила частную школу для девочек (1875—1881). С 1882 года училась музыке в Эрфурте. В 1890 году переехала в Осло, изменила фамилию, до 1892 жила там жизнью богемы. Имела романтическую связь с писателем Хьялмаром Кристенсеном; по всей видимости, именно тогда познакомилась с Эдвардом Мунком. В 1892—1893 годах училась музыке в Берлине, посещала известное со времен романтизма артистическое кафе «У чёрного поросёнка», которое посещало, среди прочих, немало выходцев из Скандинавии. Имела романы с Мунком, Стриндбергом, шведским писателем Адольфом Паулем. Мунк многократно писал свою подругу (картины «Мадонна», «Вампир», «Ревность», «Поцелуй»).
В 1892 году вышла замуж за Станислава Пшибышевского (он был в это время и позднее в связи с Мартой Фёрдер, имел от неё детей, один из них — Болеслав Пшибышевский; Марта покончила с собой в 1896).
Супруги Пшибышевские жили в Берлине и Конгсвингере, у них в доме бывали Ибсен, Киттельсен, Вигеланд, Гамсун. В 1895 году у Дагни и Пшибышевского родился сын Зенон, в 1897 — дочь Ива (Иви). Супруги жили в Стокгольме, Копенгагене, Конгсвингере, Берлине, Испании (1898), где познакомились с Винценты Лютославским, в Париже, где сблизились с кругом Зенона Пшесмыцкого.
В 1898 году супруги переехали в Краков, познакомились с Генриком Сенкевичем, Тадеушем Бой-Желенским, Войцехом Вейсом и др.
У Пшибышевского было несколько романов на стороне (от одного из них родилась дочь, в будущем польская писательница Станислава Пшибышевская, 1901—1935); героиней нескольких любовных историй была и его супруга.
В 1901 Дагни с сыном Зеноном и своим любовником, сыном богатого нефтезаводчика Владиславом Эмериком выехала в Тифлис; Пшибышевский должен был ехать с ними, но задержался на несколько дней. В номере тифлисского гранд-отеля Эмерик после ссоры застрелил любовницу (в присутствии её сына) и на следующий день покончил с собой.

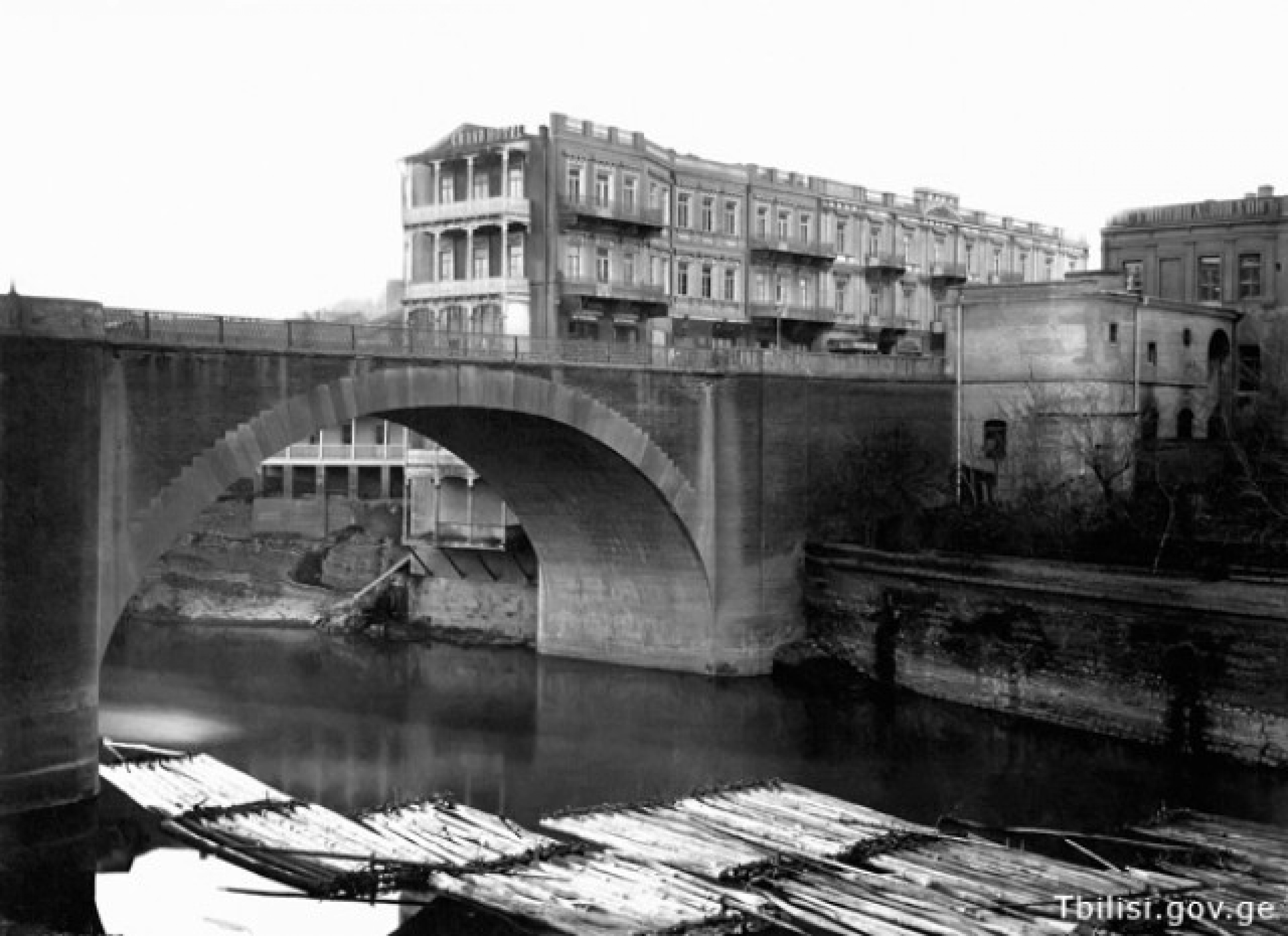
Здание Гранд-отеля
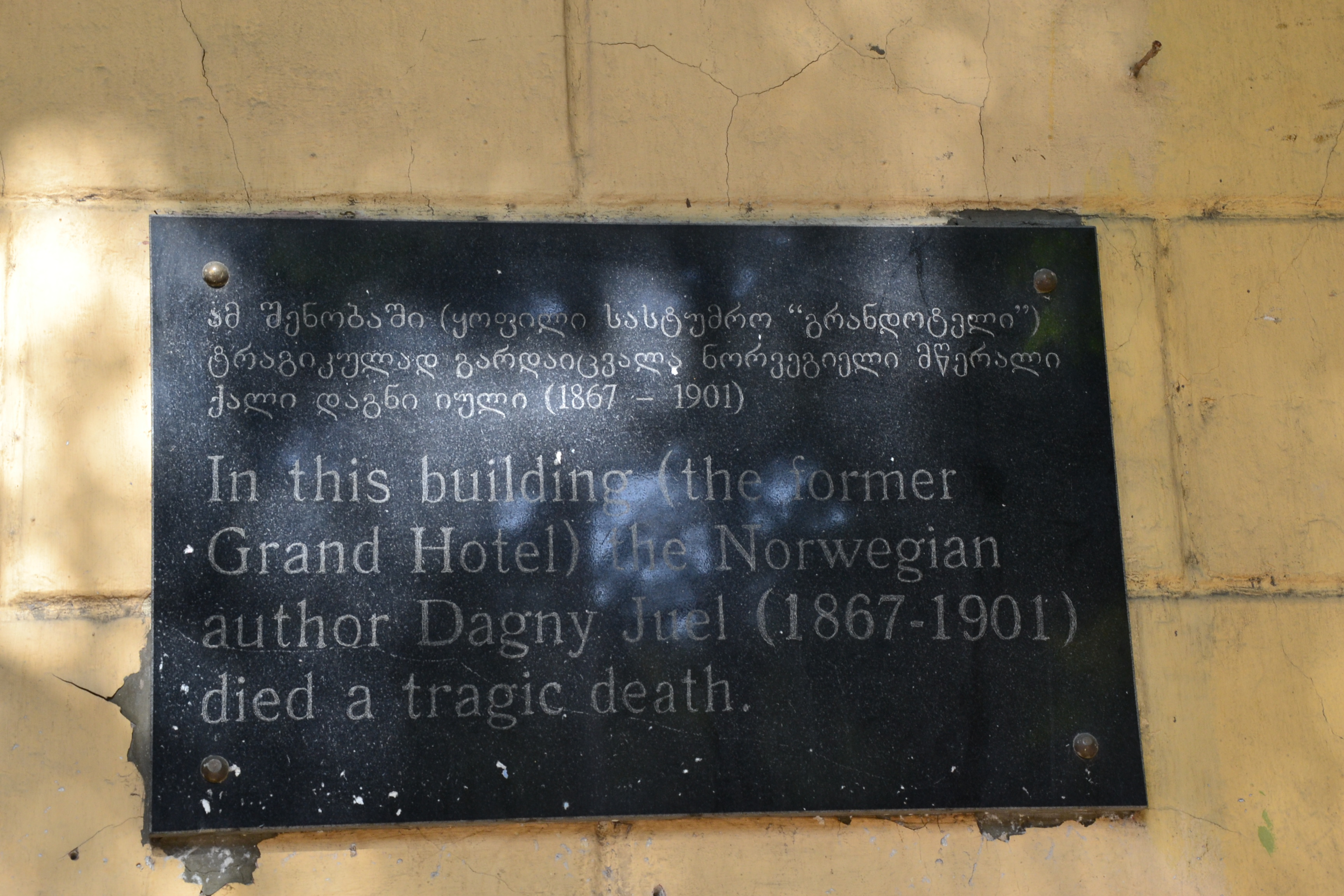
Мемориальная доска на здании бывшего Гранд-отеля
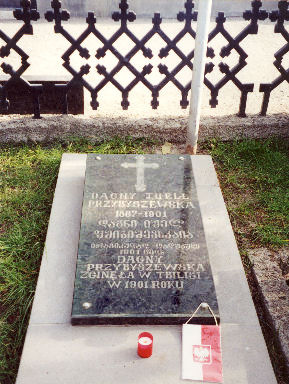
Могила Дагни Юль-Пшибышевской

Похоронена в Тифлисе на Кукийском кладбище.

## Творчество
Автор стихотворений, драм, новелл. Написала книгу о Теодоре Киттельсене. Переводила на норвежский произведения мужа и других польских авторов.

## Галерея

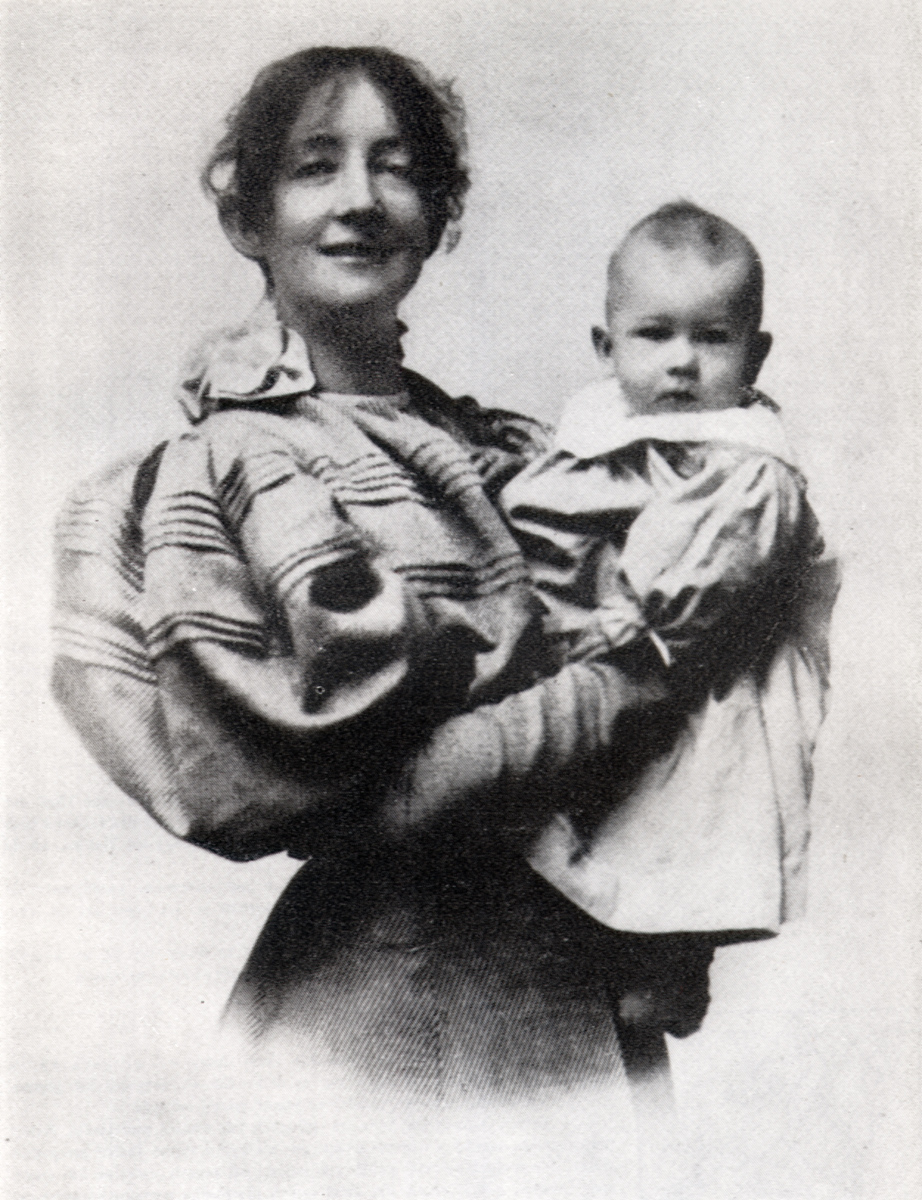
Дагни Юль с сыном Зеноном
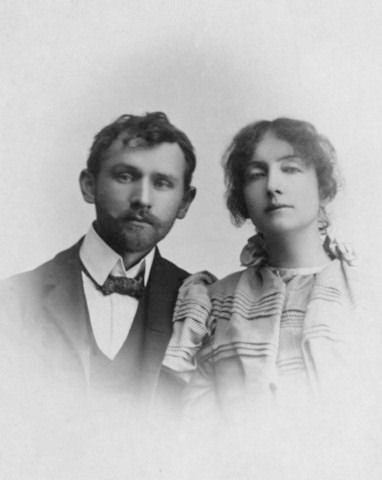
Дагни и Станислав Пшибышевские, 1896—1897
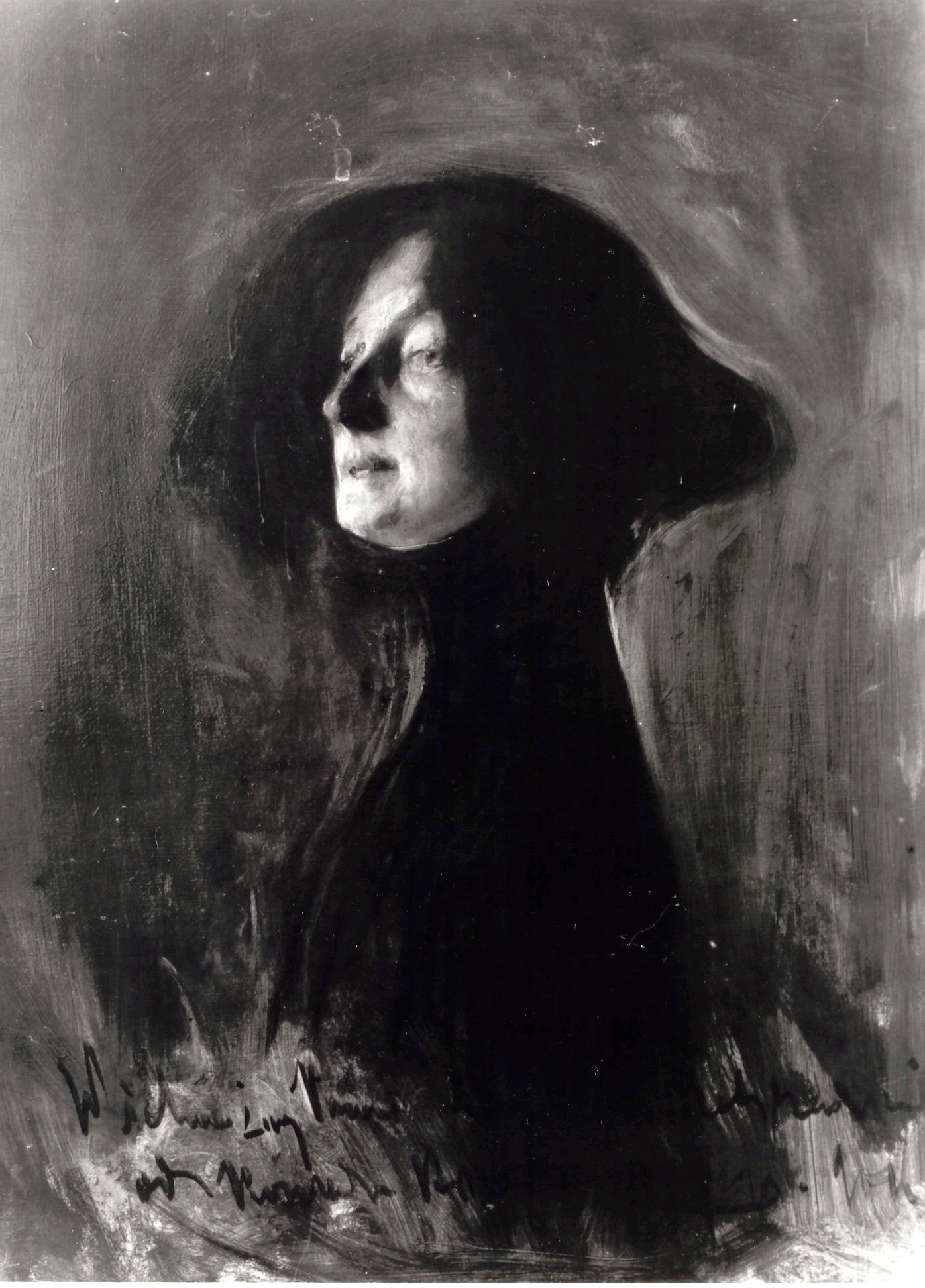
Портрет работы Конрада Кржижановского, 1901

## Образ в искусстве
Дагни писали Эдвард Мунк, Станислав Выспянский, Конрад Кржижановский, Войцех Вейс, Юлия Вольфторн, Ян Нальборчик и др.
Дагни Юль — одна из героинь псевдодокументального телефильма британского режиссёра Питера Уоткинса «Эдвард Мунк» (1974).
В норвежско-польском биографическом фильме «Дагни» (1977) заглавную роль исполнила Лисе Фьельстад, роль Пшибышевского — Даниэль Ольбрыхский. Зенон Пшибышевский (и его дочь Анна) появляются в документальном фильме Ингеранны Крон-Нюдель «Умершая Мадонна: Дагни Юль-Пшибышевская» (2005).
Последние дни жизни Дагни Юль стали основой рассказа Юрия Нагибина [lib.ru/PROZA/NAGIBIN/r_troe.txt «Трое и одна и ещё один»], по сюжету которого снят фильм «Натурщица» (2007). Роль Дагни Юль (в фильме — Софья Пшибышевская) сыграла Виктория Толстоганова.

## Произведения
- The poems of Dagny Juel Przybyszewska. — Philadelphia: Branch Redd Books, 1988.